# 腸道病毒

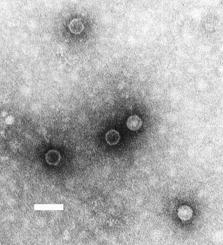
脊髓灰质炎病毒

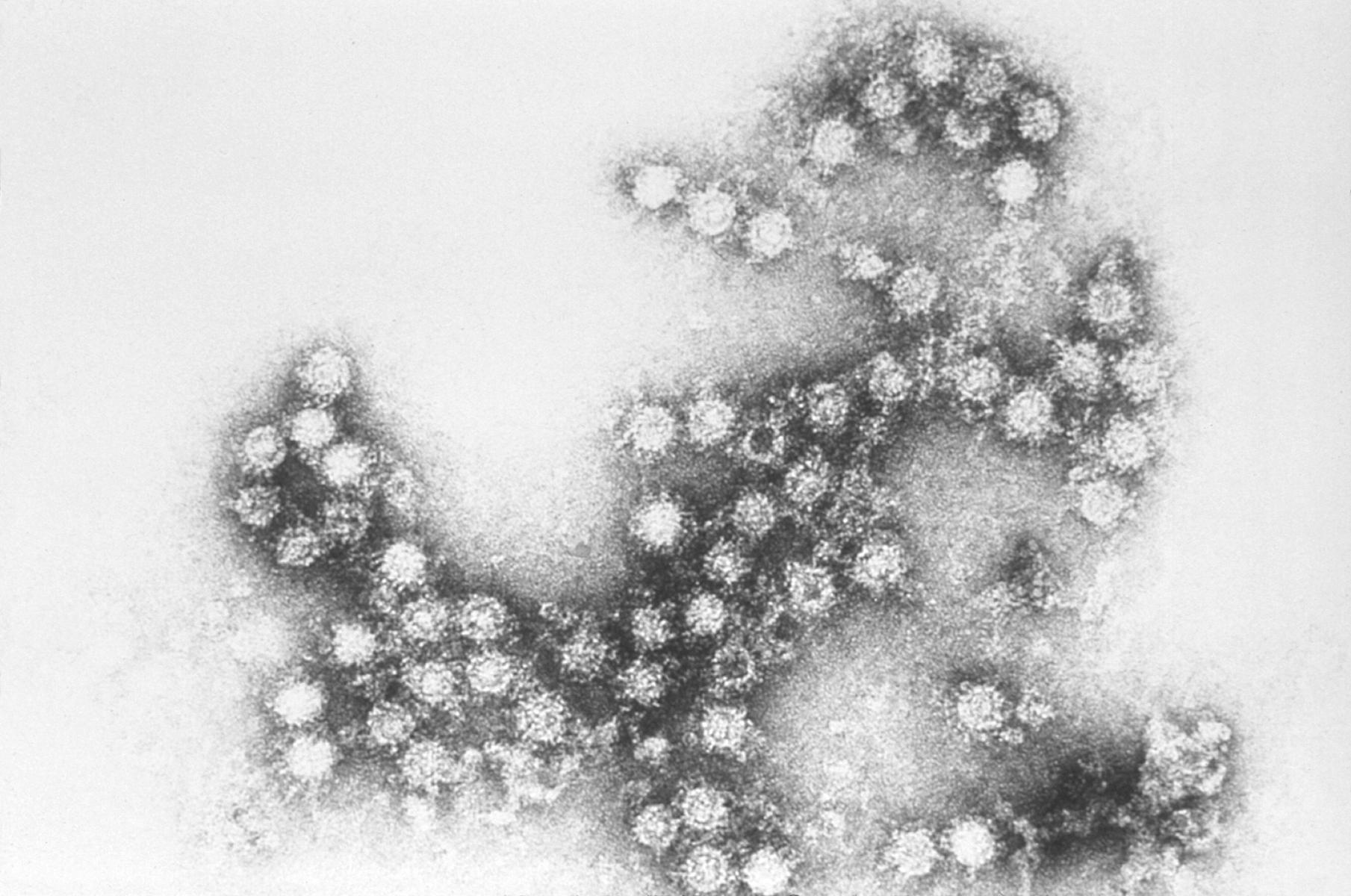
柯薩奇B4病毒

腸道病毒（英語：Enterovirus）又稱腸病毒，是一種主要寄生於腸道的正股單股RNA病毒，和人類及哺乳類的疾病有關。雖然名為腸病毒，在人類卻很少出現腸道的病狀。在病毒分類中，屬於第IV類的RNA病毒。腸道病毒的命名主要以它的英文名稱“Enterovirus”的英文簡寫“EV”，再後綴以數字命名。例如，近年在亞洲和北美洲流行、可以引起手足口病的EV71就是其中的一種。
常見的腸病毒有：克沙奇病毒（有A型23種與B型6種）、埃可病毒31種、造成小兒麻痺症的脊髓灰質炎病毒3種、以及不分類的腸病毒68－71型，共67種。
腸病毒在全球皆有分布，而人類是唯一宿主及唯一感染源。腸病毒具高傳染性，主要經由兩途徑傳染，經由吃到被汙染的食物、水、玩具、口水等或經由呼吸道(飛沫、咳嗽等)傳染，故為了避免被感染應經常正確洗手尤其吃東西前一定洗手、不吃生食、兒童玩具經常清洗與消毒、室內保持良好的通風環境、流行期間避免到公共場所、感染者盡量在家休息至少3-5天，都是預防腸病毒感染有效途徑。大部分的腸病毒感染之臨床症狀都是輕微的類流感症狀，如發燒、喉痛、頭痛、噁心等，典型的疱疹型咽峽炎及手足口病(hand-foot-mouth disease)有時亦可見。疱疹型咽峽炎典型特徵為於咽峽部會出現潰瘍或小水泡。手足口病典型特徵為在手、腳、口腔有隆起紅疹與水泡。大部分的腸病毒感染都屬於自限型疾病，給予保守性的療法如控制發燒、疼痛及適當補充水分、足夠休息等即可控制病情。
但少部分兒童尤其是五歲以下兒童，腸病毒感染可能會併發重症以及大流行，尤其是感染腸病毒71型最多見，次為克沙奇病毒。故如有疱疹型咽峽炎或手足口病之特異症狀，又合併出現以下重症症狀時應儘速就醫：1‧神經系統症狀包括嗜睡、意識改變、持續噁吐、肌躍型抽槒(myoclonic jerk)、急性肢體麻痺症候群或其他腦炎、腦膜炎症狀。2‧心肺系統症狀包括呼吸急促、呼吸困難、心跳過快、臉色蒼白、發紺、甚至心肺衰竭。

## 物種和基因序列
腸道病毒是小核糖核酸病毒家族的成員，一個龐大而多樣的小RNA病毒組群，其特徵在於由單一的正鏈基因組RNA組成。 所有的腸道病毒包含約7500個鹼基基因組，並已知具有高的突變率由於低高保真複製和頻繁重組。宿主細胞的感染後，基因組被翻譯成一個依賴帽的方式成一個單一的多蛋白，其隨後由病毒編碼的蛋白酶加工成的結構的衣殼蛋白和非結構蛋白，其主要涉及的病毒的複製。
腸道病毒屬包括以下12種：
- 腸道病毒A（原 人類腸道病毒A）
- 腸道病毒B（原 人類腸道病毒B）
- 腸道病毒C（原 人類腸道病毒C）
- 腸道病毒D（原 人類腸道病毒D）
- 腸道病毒E（原 牛腸道病毒A組）
- 腸道病毒F（原 牛腸道病毒B組）
- 腸道病毒G（原 豬腸道病毒B）
- 腸道病毒H（原 猿猴腸道病毒A）
- 腸道病毒J

這十二個種類的各種血清型：
- 柯薩奇病毒
serotypes CV-A2, CV-A3, CV-A4, CV-A5, CV-A6, CV-A7, CV-A8, CV-A10, CV-A12, CV-A14 & CV-A16 found under the species: Enterovirus A.
serotypes CV-B1, CV-B2, CV-B3, CV-B4, CV-B5, CV-B6 & CV-A9 found under the species: Enterovirus B.
serotypes CV-A1, CV-A11, CV-A13, CV-A17, CV-A19, CV-A20, CV-A21, CV-A22 & CV-A24 found under the species: Enterovirus C.
- 埃可病毒
serotypes E-1, E-2, E-3, E-4, E-5, E-6, E-7, E-9, E-11, E-12, E-13, E-14, E-15, E-16, E-17, E-18, E-19, E-20, E-21, E-24, E-25,
                  E-26, E-27, E-29, E-30, E-31, E-32, & E-33 found under the species: Enterovirus B.
- 腸道病毒
types EV-A71, EV-A76, EV-A89, EV-A90, EV-A91, EV-A92, EV-A114, EV-A119, SV19, SV43, SV46 & BA13 found under the species: Enterovirus A.
types EV-B69, EV-B73, EV-B74, EV-B75, EV-B77, EV-B78, EV-B79, EV-B80, EV-B81, EV-B82, EV-B83, EV-B84, EV-B85, EV-B86, EV-B87, EV-B88,
                  EV-B93, EV-B97, EV-B98, EV-B100, EV-B101, EV-B106, EV-B107, EV-B110 & SA5 found under the species: Enterovirus B.
types EV-C95, EV-C96, EV-C99, EV-C102, EV-C104, EV-C105, EV-C109, EV-C116, EV-C117 & EV-C118 found under the species: Enterovirus C.
types EV-D68（英语：Enterovirus 68）, EV-D70, EV-D94, EV-D111 & EV-D120 found under the species: Enterovirus D.
types: EV-H1 found under the species: Enterovirus H.
types: SV6, EV-J103, EV-J108, EV-J112, EV-J115 and EV-J121 found under the species: Enterovirus J.
- 人類鼻病毒
types HRV-A1, HRV-A2, HRV-A7, HRV-A8, HRV-A9, HRV-A10, HRV-A11, HRV-A12, HRV-A13, HRV-A15, HRV-A16, HRV-A18, HRV-A19, HRV-A20,
                  HRV-A21, HRV-A22, HRV-A23, HRV-A24, HRV-A25, HRV-A28, HRV-A29, HRV-A30, HRV-A31, HRV-A32, HRV-A33, HRV-A34, HRV-A36,
                  HRV-A38, HRV-A39, HRV-A40, HRV-A41, HRV-A43, HRV-A44, HRV-A45, HRV-A46, HRV-A47, HRV-A49, HRV-A50, HRV-A51, HRV-A53,
                  HRV-A54, HRV-A55, HRV-A56, HRV-A57, HRV-A58, HRV-A59, HRV-A60, HRV-A61, HRV-A62, HRV-A63, HRV-A64, HRV-A65, HRV-A66,
                  HRV-A67, HRV-A68, HRV-A71, HRV-A73, HRV-A74, HRV-A75, HRV-A76, HRV-A77, HRV-A78, HRV-A80, HRV-A81, HRV-A82, HRV-A85,
                  HRV-A88, HRV-A89, HRV-A90, HRV-A94, HRV-A95, HRV-A96, HRV-A98, HRV-A100, HRV-A101, HRV-A102 & HRV-A103 found under the species: Rhinovirus A.
types HRV-B3, HRV-B4, HRV-B5, HRV-B6, HRV-B14, HRV-B17, HRV-B26, HRV-B27, HRV-B35, HRV-B37, HRV-B42, HRV-B48, HRV-B52, HRV-B69, HRV-B70,
                  HRV-B72, HRV-B79, HRV-B83, HRV-B84, HRV-B86, HRV-B91, HRV-B92, HRV-B93, HRV-B97, & HRV-B99 found under the species: Rhinovirus B.
types HRV-C1, HRV-C2, HRV-C3, HRV-C4, HRV-C5, HRV-C6, HRV-C7, HRV-C8, HRV-C9, HRV-C10, HRV-C11, HRV-C12, HRV-C13, HRV-C14,
                  HRV-C15, HRV-C16, HRV-C17, HRV-C18, HRV-C19, HRV-C20, HRV-C21, HRV-C22, HRV-C23, HRV-C24, HRV-C25, HRV-C26,
                  HRV-C27, HRV-C28, HRV-C29, HRV-C30, HRV-C31, HRV-C32, HRV-C33, HRV-C34, HRV-C35, HRV-C36, HRV-C37, HRV-C38,
                  HRV-C39, HRV-C40, HRV-C41, HRV-C42, HRV-C43, HRV-C44, HRV-C45, HRV-C46, HRV-C47, HRV-C48, HRV-C49, HRV-C50 & HRV-C51 found under the species: Rhinovirus C.
- 脊髓灰質炎病毒(小兒麻痺症病毒)
serotypes PV-1, PV-2, & PV-3 found under the species: Enterovirus C.[1]

## 下属物种
本属包括以下物种：
- 牛腸病毒 Bovine enterovirus 
  - 牛腸病毒1型 Bovine enterovirus 1
  - 牛腸病毒2型 Bovine enterovirus 2
- 人甲型腸病毒 Human enterovirus A 
  - 人柯薩奇病毒A2型 Human coxsackievirus A2
  - 人柯薩奇病毒A3型 Human coxsackievirus A3
  - 人柯薩奇病毒A5型 Human coxsackievirus A5
  - 人柯薩奇病毒A7型 Human coxsackievirus A7
  - 人柯薩奇病毒A8型 Human coxsackievirus A8
  - 人柯薩奇病毒A10型 Human coxsackievirus A10
  - 人柯薩奇病毒A12型 Human coxsackievirus A12
  - 人柯薩奇病毒A14型 Human coxsackievirus A14
  - 人柯薩奇病毒A16型 Human coxsackievirus A16
  - 人腸病毒71型 Human enterovirus 71
  - 人腸病毒76型 Human enterovirus 76
- 猴腸病毒N125 Simian enterovirus N125
- 猴腸病毒N203 Simian enterovirus N203
- 猴腸病毒SA5型 Simian enterovirus SA5
- 猴腸病毒SV16型 Simian enterovirus SV16
- 猴腸病毒SV18型 Simian enterovirus SV18
- 猴腸病毒SV19型 Simian enterovirus SV19
- 猴腸病毒SV2型 Simian enterovirus SV2
- 猴腸病毒SV26型 Simian enterovirus SV26
- 猴腸病毒SV35型 Simian enterovirus SV35
- 猴腸病毒SV42型 Simian enterovirus SV42
- 猴腸病毒SV43型 Simian enterovirus SV43
- 猴腸病毒SV44型 Simian enterovirus SV44
- 猴腸病毒SV45型 Simian enterovirus SV45
- 猴腸病毒SV47型 Simian enterovirus SV47
- 猴腸病毒SV49型 Simian enterovirus SV49
- 猴腸病毒SV6型 Simian enterovirus SV6
- 人乙型腸病毒 Human enterovirus B 
  - 人柯薩奇病毒B1型 Human coxsackievirus B1
  - 人柯薩奇病毒B2型 Human coxsackievirus B2
  - 人柯薩奇病毒B3型 Human coxsackievirus B3
  - 人柯薩奇病毒B4型 Human coxsackievirus B4
  - 人柯薩奇病毒B5型 Human coxsackievirus B5
  - 人柯薩奇病毒B6型 Human coxsackievirus B6
  - 人柯薩奇病毒A9型 Human coxsackievirus A9
  - 人艾可病毒1型 Human echovirus 1
  - 人艾可病毒2型 Human echovirus 2
  - 人艾可病毒3型 Human echovirus 3
  - 人艾可病毒4型 Human echovirus 4
  - 人艾可病毒5型 Human echovirus 5
  - 人艾可病毒6型 Human echovirus 6
  - 人艾可病毒7型 Human echovirus 7
  - 人艾可病毒9型 Human echovirus 9
  - 人艾可病毒11型 Human echovirus 11
  - 人艾可病毒12型 Human echovirus 12
  - 人艾可病毒13型 Human echovirus 13
  - 人艾可病毒14型 Human echovirus 14
  - 人艾可病毒15型 Human echovirus 15
  - 人艾可病毒16型 Human echovirus 16
  - 人艾可病毒17型 Human echovirus 17
  - 人艾可病毒18型 Human echovirus 18
  - 人艾可病毒19型 Human echovirus 19
  - 人艾可病毒20型 Human echovirus 20
  - 人艾可病毒21型 Human echovirus 21
  - 人艾可病毒24型 Human echovirus 24
  - 人艾可病毒25型 Human echovirus 25
  - 人艾可病毒26型 Human echovirus 26
  - 人艾可病毒27型 Human echovirus 27
  - 人艾可病毒29型 Human echovirus 29
  - 人艾可病毒30型 Human echovirus 30
  - 人艾可病毒31型 Human echovirus 31
  - 人艾可病毒32型 Human echovirus 32
  - 人艾可病毒33型 Human echovirus 33
  - 人腸病毒69型 Human enterovirus 69
  - 人腸病毒73型 Human enterovirus 73
  - 人腸病毒74型 Human enterovirus 74
  - 人腸病毒75型 Human enterovirus 75
  - 人腸病毒77型 Human enterovirus 77
  - 人腸病毒78型 Human enterovirus 78
- 人丙型腸病毒 Human enterovirus C 
  - 人柯薩奇病毒A1型 Human coxsackievirus A1
  - 人柯薩奇病毒A11型 Human coxsackievirus A11
  - 人柯薩奇病毒A13型 Human coxsackievirus A13
  - 人柯薩奇病毒A17型 Human coxsackievirus A17
  - 人柯薩奇病毒A19型 Human coxsackievirus A19
  - 人柯薩奇病毒A20型 Human coxsackievirus A20
  - 人柯薩奇病毒A21型 Human coxsackievirus A21
  - 人柯薩奇病毒A22型 Human coxsackievirus A22
  - 人柯薩奇病毒A24型 Human coxsackievirus A24
- 人丁型腸病毒 Human enterovirus D 
  - 人腸病毒68型 Human enterovirus 68
  - 人腸病毒70型 Human enterovirus 70
- 脊髓灰質炎病毒 Poliovirus 
  - 人脊髓灰質炎病毒1型 Human poliovirus 1
  - 人脊髓灰質炎病毒2型 Human poliovirus 2
  - 人脊髓灰質炎病毒3型 Human poliovirus 3
- 豬甲型腸病毒 Porcine enterovirus A 
  - 豬腸病毒8型 Porcine enterovirus 8
- 豬乙型腸病毒 Porcine enterovirus B 
  - 豬腸病毒9型 Porcine enterovirus 9
  - 豬腸病毒10型 Porcine enterovirus 10
- 猴甲型腸道病毒 Simian enterovirus A 
  - 猴腸病毒A1型 Simian enterovirus A1
  - 猴腸病毒A2噬斑病毒 Simian enterovirus A2-plaque virus
  - 猴腸病毒SV4型 Simian enterovirus SV4
  - 猴腸病毒SV28型 Simian enterovirus SV28
  - 猴腸病毒SA4型 Simian enterovirus SA4
- 猴腸病毒A13型 Simian enterovirus A13

### 柯薩奇和埃可病毒
柯薩奇病毒A主要與人類的手足口病有關。柯薩奇病毒B可引起類似於一個“感冒”的症狀和體徵，但這些病毒也可能導致更嚴重的疾病，包括心肌炎；心包炎；腦膜炎；和胰腺炎（胰腺的炎症）。艾柯病毒是很多種非特異性病毒感染的一個原因。它主要存在於腸道，並可以引起神經功能紊亂。柯薩奇和埃可的常見症狀有發熱，輕度皮疹，和輕度上呼吸道疾病。

### 腸道病毒68
1962年腸道病毒68首次在加利福尼亞州查明了。在過去40年中與其他腸道病毒相比，它很少在美國報導。被感染者大部分为嬰幼兒、兒童和青少年。腸道病毒68通常會導致輕微到嚴重的呼吸系統疾病。大多開始於流鼻涕和咳嗽的“感冒”症狀，一些病人会有发热症状。對於更嚴重的情況会导致氣喘，呼吸困難等。2014年10月4日，新澤西州以及羅得島州有兩例死亡病例與腸道病毒68有關。2023年1月6日，臺灣（自2021至2022年）首例逝後確診腸病毒D68型感染案例，年齡為5個月大女嬰。

### 腸道病毒71型
1969年於加利福尼亞州腸病毒71型首次被分離出。腸道病毒71是手足口病的主要病原體之一，並且有時與嚴重的中樞神經系統疾病相關聯。1998年腸道病毒71型預估感染台灣140萬兒童(手足口症和疱疹性咽唊炎)，405例重症和78人死亡，多為5歲以下幼童。肠道病毒71型病毒颗粒大致呈球形，无包膜，直径24-30nm。病毒核心为单正链RNA，由VP1、VP2、VP3、VP4四种多肽构成的原聚体拼装成具有五聚体样结构的亚单位，60个亚单位相互连接形成衣壳。

### 脊髓灰質炎病毒(小兒麻痺症病毒)
共有脊髓灰質炎病毒的三種血清型，PV1，PV2，PV3和，每一個有稍微不同的衣殼蛋白。 PV1是自然界中最常見的形式，然而所有三種形式都非常具有傳染性。髓灰質炎病毒可以影響脊髓而引起脊髓灰質炎。

## 腸道病毒感染引起的疾病
- 脊髓灰質炎主要通過口–糞途徑傳染。
- 兒童脊髓灰質炎樣綜合徵，腸道病毒68測試呈陽性。
- 非特異性發燒病徵是腸道病毒感染引起的最常見的表現。除了發燒，症狀包括肌肉疼痛，喉嚨痛，腸胃不適/腹部不適和頭痛。然而在新生兒可以是敗血症，可能嚴重且危及生命。
- 迄今為止腸道病毒是兒童無菌性腦膜炎最常見的原因。在美國作為3000萬至5000萬感染的結果，腸道病毒每年導致3萬至5萬腦膜炎住院治療。
- 博恩霍爾姆疾病或流行性胸膜痛特點是在胸部和腹部嚴重的陣發性疼痛，伴隨著發熱，有時噁心，頭痛和嘔吐。
- 心肌炎和/或心包炎通常是腸道病毒引起的；症狀包括呼吸困難和胸痛發燒。心律失常，心臟衰竭，心肌梗塞也被報導過。
- 急性出血性結膜炎(AHC)可以經由腸道病毒70型引起。
- 皰疹性咽峽炎是由柯薩奇A病毒引起的，常见有柯萨奇A病毒A1，A6，A8，A10和A22，並導致口腔和咽部水皰疹，高熱，咽痛，全身乏力，經常吞嚥困難，食慾減退，腰痛和頭痛一起。這也是自限性，症狀一般在3-4天結束。
- 手足口病是一種兒童疾病，最常見由柯薩奇A病毒或腸病毒-71型引起感染。
- 腦炎是腸道病毒感染的罕見表現；當它發生時，最常見的是腸道病毒中的艾柯病毒9。
- 2007年的一項研究表明，腸道病毒有關的急性呼吸道或消化道感染可能是引起慢性疲勞綜合徵的一個原因。
- 有人提出1型糖尿病是一種病毒觸發的自體免疫反應，其中免疫系統攻擊病毒感染的細胞伴隨著在胰腺中產生胰島素的β細胞。一個在芬蘭坦佩雷大學的研究小組，已確定型腸道病毒與1型糖尿病(這是一種自體免疫性疾病)有可能存在的聯繫。

## 疫苗
- 2016年3月，由中國大陸中國醫學科學院醫學生物學研究所研發的全球首支腸道病毒71型滅活疫苗獲批上市[4][5]。至2021年6月，中國大陸共有北京科興、中國醫科院昆明所、國藥中生武漢所三家疫苗廠完成腸病毒疫苗研發上市[6]。
- 2018年3月，台灣國家衛生研究院研發出疫苗可以一次免疫六種腸病毒，將進行臨床試驗，預計最快4年後上市[7]。
- 2021年6月，台灣高端疫苗生物製劑宣布「腸病毒71型去活化疫苗」三期解盲結果合乎預期，疫苗有效性達100%，將申請藥證上市。專家也估計，高端腸病毒71型疫苗對克沙奇病毒A16型可能具交叉保護力[6][8]。該疫苗於2023年上市。[9][10]

## 外部連結
- 微生物免疫學-Picornaviridae(小RNA病毒科)
- ICTV International Committee on Taxonomy of Viruses (official site) （页面存档备份，存于）
- Home of Picornaviruses (latest updates of species, serotypes, & proposed changes) （页面存档备份，存于）
- alertnet.org, FACTBOX-Q&A on hand, foot and mouth disease （页面存档备份，存于）